# Saints Row: The Third
『Saints Row: The Third』（セインツ・ロウ:ザ・サード）は、THQから2011年11月に発売された、オープンワールドのアクションゲーム。セインツロウシリーズの三作目で、2008年に発売されたSaints Row 2（セインツ・ロウ 2）の続編。対応機種はXbox 360、PlayStation 3、Windows。2019年5月9日にはNintendo Switch版も発売された。
なお、通常版と後述解説するダウンロードコンテンツがすべて収まったいわゆる完全版とのセーブデータ互換性はXbox 360版では可能だがPS3版では不可能になっている

## ストーリー
前作において再びスティルウォーターを手中に収めたストリートギャング団「サード・ストリート・セインツ」は、巨大企業「アルター・コーポレーション」との合併により「セインツ・アルター・メディア・グループ」として勢力を一挙に拡大。セインツの映画やアパレルショップ、エナジードリンクが作られ、メンバーであるジョニー・ギャットやショーンディは今やポップカルチャーの象徴とまで言われていた。
そんな折、セインツ映画に出演する俳優ジョッシュ・バークの「教育」を目的とした銀行強盗が思わぬ反撃を受け失敗する。逮捕されたボス達は輸送機に連行され、今回の巨大銀行に関与していた国際犯罪組織「シンジケート」の会長フィリップ・ローレンと面会する。フィリップはスティルウォーターに勢力を広げる旨をボスに明かし、「今後、セインツは売り上げの66％をシンジケートに献上する」という極めてアンフェアな交渉を仕掛けるがボスは拒否、銃撃戦に発展する。そして、彼らは輸送機から脱出する形でシンジケートの本拠地である大都市・スティールポートに降り立つ。仲間のジョニーを失ったボス達は、シンジケート壊滅のため活動を開始する。
まず州軍基地を襲撃して武器を手に入れ、仲間とも合流したボス達はシンジケートのペントハウスも強奪する。スティールポートにおける足場を固めたことで反撃に転じ、遂にシンジケートの本社ビルに乗り込む。その途中、クローン兵ブルートのオリジナルであったオレグを救出して仲間に加える。そしてボスはチューンドマスダンパを切り離し、悠々と逃走を図るフィリップを抹殺する。復讐を果たした事で、ジョニーの葬儀のためにスティルウォーターに戻ろうとするセインツ一行だったが、その途中にある橋の完成記念式典が終わるのを待っている最中、シンジケートの下部組織であるルチャドールズが襲い掛かってくる。橋を破壊してでもセインツを倒そうとする彼らから辛くも逃れたボス達は、まだシンジケートとの戦いが終わっていない事を実感。新たな仲間としてキンジー、ズィーモス、エンジェルと言ったシンジケートと敵対する者達を集める。一方、シンジケートはルチャドールズのリーダーであるキルベインが暴力で支配するようになっていた。セインツへの暗殺計画の失敗を巡るいざこざによってフィリップの元側近のキキはキルベインに殺されてしまい、その姉であるヴィオラは復讐のためにセインツに寝返る。
それから程なく、対ギャング特殊部隊STAGがスティールポートに派遣される。ルチャドールズが破壊した橋は、アメリカ上院議員であるモニカ・ヒューズが前々作で死亡した夫のリチャード・ヒューズを記念して建造させたものであり、STAGはこれに激怒したモニカによって招集されたのだった。これによりスティールポートはセインツ、シンジケート、STAGによる三つ巴の図式となり、事態は最早ギャング同士の抗争に留まらない大規模な戦いに発展していた。セインツはSTAGの広告塔になっていたジョッシュを拉致して無理矢理セインツに引き戻したり、STAGに拉致されたショーンディを助けるために輸送船に乗り込むなど徹底抗戦で応じ、同時にシンジケートとも決着を付けるべく行動を開始。シンジケート下部組織・デッカーズのリーダーのマットを彼のホームグラウンドである電脳空間で倒しつつも命は助け、キルベインにもルール無用の格闘試合「マーダーブロウル31」にて勝利する。更に不慮の事故によるゾンビ騒動で市長のバート・レイノルズとも関わりを持った。
そんな中、映画「スペースギャングスタ」の撮影というセインツの更なる躍進の機会が舞い込むも、抗争を続けるうちにボスはスターとしての活動に乗り気ではなくなっていた。その時、遂にSTAGは本格的にセインツ撲滅に乗り出し、街は戦場と化してしまう。そこにキルベインがスティールポートから逃走しようとしているという情報と、STAG副司令のキアによってショーンディとヴィオラとバートが拉致されたという知らせが入る。キアは街のシンボルである巨像を爆破し、そこでセインツメンバーの死体が発見される事でセインツの仕業に見せかけようとしていた。止めなければ仲間を失い、セインツは正真正銘のテロリストにされてしまう。しかし、そちらに向かえばキルベインを始末するチャンスを逃す事になる。ボスは決断を迫られる。
ボスはキルベインを諦め、仲間の救出のために巨像に向かう。爆弾を除去して最上部に到達すると、待ち受けていたキアがギャングそのものに対する怨嗟の声と共に襲い掛かって来た。彼女を倒し、巨像を守ったボスをモニカは街を救った英雄として讃える。一方、キアの企みが暴露された事や街を荒らした責任からSTAG総司令のサイラスはモニカに見限られ、撤退を言い渡される。サイラスは捨て台詞を吐いて去っていき、戦いは終わった。しかしピアースに「スティルウォーターに戻るのか？」と聞かれるとボスは「その前に…」と呟いてどこかへ向かう。
それから舞台は突如として火星に移り、セインツ達はキルベイン将軍を倒すべくその拠点に乗り込んでいく。仲間達が次々と倒れる中、遂にボスはキルベインを一騎打ちの末に倒すが、急に言葉に詰まって「忘れた」と言い出す。実は火星での出来事は全て映画「スペースギャングスタ」の撮影で、当然ながらフィクションだったのだ。ボスはたった今殺したキルベイン将軍（役者）から「次で決まるさ」と励ましを受け、ハッピーエンディングの31テイク目に臨むのだった。
※キルベインを追った場合は違う結末となるが、続編には続かない。ボスはジェット機でスティールポートを飛び去ろうとしたキルベインを撃墜し、肉弾戦の末に始末する。しかし巨像は爆破され、大切な仲間を何人も失った上にキアの思惑通りセインツはテロリストの汚名を着せられてしまった。これがSTAGの自作自演だと気付かないモニカはサイラスに要請し、巨大空中空母ダイダロスが街ごとセインツを潰すべく来襲する。ボスは単身ダイダロスに乗り込んで爆弾を仕掛けるも、VTOLに乗ったサイラスとキアが襲い掛かり、遂に最後の戦いが始まる。戦いを制したボスはテレビを通じてモニカに対し、スティールポートへの独立国家の建国を宣言する。バートの後釜として指名された新市長はピアースだった。

### ストーリー（DLC）
ゲンキボウル VII
ある日、ボスはテレビ番組「天才ゲンキ博士の超絶有頂天倫理委員会」の関係者から電話で呼び出され、「ゲンキボウルVII」の挑戦者に選ばれたことが判明する。そして、ボスを待ち受けていたのは、「超絶有頂天倫理委員会」よりも過激なアトラクションの数々だった。
スペースギャングスタ
ボスが出演する映画「スペースギャングスタ」のヒロイン役に抜擢された新人女優のジェニーは、更にボスと共演できることに張り切っている。監督のアンディ・ゼンはジェニーやスタッフに対して横柄な態度をとっていたが、彼女は気に入られようと健気にふるまう。しかしゼンの撮る映画は「大げさなリアリティ」をモットーとするが、その実態は人命も厭わない非道な仕掛けによるものだった。やがてジェニーはボスの言葉で心境に変化が生じていき、ゼンの非道さと横暴さに耐えかねた末についに叛逆する。撮影用の宇宙船でゼンに突撃し、殺害したのだ。その変貌ぶりにさすがのボスも驚愕するのだった。
クローンの災難
セインツの大ファンであるジミー・トルビットソンは、大ファンであったジョニーの死を受け入れられず、自らの高い技術力を生かしてそのクローンである「ジョニー・タグ」を生み出してしまう。しかしタグは制御を受け付けず暴れ回り、街は混乱に陥る。事態の収拾に駆り出されたボス達は、ジミーの奇策と奇天烈な発明品に振り回された末になんとかタグを落ち着かせ、セインツに迎え入れるのだった。

## 概要
前作同様、主人公はストリートギャングのボスとなって敵のギャング団と戦い、街の支配権を争う。今作では前作までの「スティルウォーター」から「スティールポート」という新たな街に舞台を移している。
今作は、リアル路線に走ったGTAシリーズとの差別化を図るために、ギャング抗争という骨子は変わらないものの過去作に比べコミカルな要素が増えている。公式にも「究極のオープンワールドバカゲー」 と銘打ち、前作までとは作風が大きく異なっている。
ストーリーも前作までも存在したバカゲー要素を全面的に押し出し、シリアスで殺伐としていた前作から一転して娯楽作品のパロディや荒唐無稽な演出を盛り込んだコメディチックな内容となっている。
基本システムは踏襲しつつも、ミッションの開始にリスペクトを消費しなくなった、アップグレード（強化）はアクティビティーをクリアするのではなく現金を払って行う、ミッションはどこでも受託できる、などの変更点も多数存在する。
一方、店舗やアクティビティー、デバージョンの減少、ミッションリプレイ機能の削除、着替えの設定項目の減少など、前作から撤廃・削減された要素も幾つか存在する。
カスタマイズ
ゲーム開始後、チュートリアル的なオープニングミッションを1つクリアした後に主人公の性別・人種・顔・体格や声などの設定が可能。
物件
自動車修理工場・銃砲店・衣服店などといった、主人公が利用できる物の他、それらを含め買取可能な物件が存在する。いずれの物件も所有する事で一定時間毎に収益が発生する。前作と違って携帯電話からいつでも収益の回収が可能。
今作では物件を買収したりアクティビティをクリアすることで縄張りが増えるようになっており、前作と違ってミッションでは縄張りは変動しない。物件も所持金さえ足りれば最初から全て購入可能。
悪評度
敵対ギャング・グループと警察の2種類があり、それぞれのメンバーや警官の殺害や一般市民の殺傷等を行うと上がり、ミニマップ外側にアイコンで表示される。
アイコン数が多いほど主人公を襲ってくる規模が大きくなる。警察側の最高レベルだと州兵が登場し、戦車や攻撃ヘリコプターが登場する。ギャング側の最高レベルではそれぞれのスペシャリストに加え、ブルートと呼ばれる巨漢のクローン兵が頻繁に登場するようになる。
前作の懺悔室は無くなったが、所有する店舗や拠点に入ると即座に悪評度を消す事ができる。
アップグレード・ストア
携帯電話からアクセスできる。リスペクトレベルが上がることで解禁されていき、その状態で金を払うことで主人公や仲間の能力を強化できる。
チャレンジ
「ヒットマン」「ヤミ車両工場」が携帯電話からどこからでもアクセス可能になった他、
特殊な行動を行うことで蓄積されるカウントが一定条件を満たすと、自動的にキャッシュとリスペクトを獲得できるようになっている。
アクション
今作では主人公の取れるアクションが増加している。特にダッシュしながらのアクションは様々な変化があり、ジャンプはローリングに、攻撃はプロレス技になり、乗車ボタンを押すと乗り物に飛び乗る（車の場合は窓から飛び込む）事が可能になった。飛び乗って車を奪うと、運転手を押しのけて即座に車を奪うスピードジャックとなる。
素手攻撃も通常のパンチ以外にQTE攻撃が可能になっており、入力に失敗しても攻撃は中断しないが、成功すれば大ダメージを与えられる。また、一部の敵に対する攻撃や回避でもQTEが発生する。
前作までは高所から落下するとダメージと共に大袈裟に転倒していたが、今作では一定までの高さなら着地するようになった（ダメージは受ける）。
スペシャリスト、ブルート
敵組織にはそれぞれに固有な「スペシャリスト」と呼ばれる特殊能力者がいる。彼らは、他の普通の構成員と比べて高い攻撃力を伴う、固有の特殊な能力を持つ。
また敵ギャング組織の「シンジケート」にはブルートと呼ばれるクローン兵がいる。これは身長2メートルを優に超える巨躯で、車を容易く吹っ飛ばすなど並外れた怪力を持つ。
仲間
ミッションをクリアするごとに携帯電話で呼び出せる仲間が増えていく。
ミッション以外の時に特定の組み合わせで二人呼び出すと会話をするが、ピアースだけ誰とも会話をしない。

## 舞台
スティールポート
本作の舞台である、ニューヨーク、ピッツバーグなどをモデルとした大都市。近代的な街並みだが、LOREN SQUARE地区などは高層ビルが立ち並びペントハウスなども見られる一方で。ほかの地域（東の島や西の島）は貧困層地域なども多く、貧富の差が非常に激しい。
このうち、Sierra Pointには州軍基地がある。島に入ると悪評度3がつく。
なお、本作においてはタクシーの利用ができなくなったほか、 高架鉄道はすでに廃線になっている。

## アクティビティー
リスペクトと現金を得られるサブ・ミッション。この他にもDLCで追加されるアクティビティも存在する。
- ヘリアサルト

メンバーが目的地に行く際に主人公が上空から護衛する。
- 保険金詐欺

走行中の車に故意に轢かれて保険金を稼ぐ。
- メイヘム(Mayhem)

武器を使用し指定金額に達するまで暴れまわる。
- タンクメイヘム

戦車を使用して、スティールポートを暴れまわる。
- エスコート

売春婦を乗せて運転するのと、虎を載せて運転するバージョンがある。
- スカウト

売春婦をスカウトするのと、シンジケートに対抗する市民をスカウトするバージョンがある。
- デリバリー

仲間がブツをバイヤーに売るのを護衛する。
- ファイヤーレース

耐熱スーツを着用して四輪バイクで市内を走行する。前作の「火だるまレース」と同様。
サイバー空間で行う「サイバーレース」も存在する。
- 天才ゲンキ博士の超絶有頂天倫理委員会

ゲンキ博士の開催する、日本のバラエティテレビ番組をモチーフとした大会。
罠だらけの迷路を進み、着ぐるみを着た敵からの妨害をかいくぐりながらゴールをめざす内容となっている。途中には様々なパネルが現れ、これを撃ち抜くと体力回復や報酬ボーナスなどの恩恵が得られる。但し、パンダのパネル（非倫理的）を撃つと減点となる。体力は自動回復はせず、回復パネルを撃つしかない。
- ガーディアンエンジェル

RPGやスナイパーライフルで遠方から仲間を護衛する。ストーリーミッションでプレイする事になるが、クリア後は再挑戦が可能。

## デバージョン
いずれもそれぞれ条件を満たせば、開始場所を問わない。
- ヤミ工場

携帯電話の「セインツブック」からアクセス可能な、工場が希望する車両を届ける仕事。
- ヒットマン

携帯電話の「セインツブック」に載った重要人物をおびき寄せて仕留める。
- ストリーキング

全裸になることで開始でき、街中を走り回る。警察に見られると攻撃される。
- サバイバル

ミッションを受けていない時に電話がかかり、一定時間内に指定される近くのエリアに行くと開始となる。
敵の襲撃を一定時間または一定人数分、数セット分凌ぎきると、キャッシュとリスペクトが得られる。
- 抗争スポット

マップ中に散在している敵ギャングの集合地点。
そこにいるギャングを全滅させることで、キャッシュとリスペクトが得られエリアを制圧できる。
- キャットアンドマウス

協力プレイで相手プレイヤーに射殺されたときにのみ開始できる、特殊なデバージョン。

## 登場組織

### サード・ストリート・セインツ(3rd Street Saints)
主人公がリーダーを務めるストリートギャング。前作でスティルウォーターを取り戻したが、それだけでは飽き足らず、アルター社と合併した「セインツ・アルター・メディア・グループ」してストリートギャングから一つの企業として生まれ変わった。
大規模なマーケティングやPRキャンペーンに乗り出し、栄養ドリンク、ボブルヘッド、服などのブランド商品を販売したり映画に出演するなどで今やポップカルチャーの象徴とまで呼ばれている。その人気ぶりは、銀行強盗に入った銀行の行員や逮捕しに来た警官にすら写真撮影やサインを求められるほど。
チームカラーは紫。

### 敵対組織
Syndicate/シンジケート
モーニングスターのボス、フィリップ・ローレンがリーダーを務めている。シンジケートは街の支配を3つのギャングを介して行っている。
全部のギャングチームは犯罪者を意味する「Criminal」というSUVを使っている。
Morning Star/モーニングスター(チームカラー赤)
スティールポート最古のギャング。シンジケートのリーダーでもある老人、フィリップ・ローレンが直接率いている。売春や国際的な武器取引を専門としている。
外見は星の入った赤いシャツに黒いジャケットを着用し、高級車に乗っている。
SMGやスナイパーライフルの所持率が多く、スペシャリストは主にヘリからの狙撃を得意とするスナイパー。
Luchadores/ルチャドールズ(チームカラー緑)
違法ギャンブルやドラッグ取引を行っているレスラーギャング。ボスはリング上での殺人歴のあるキルベイン。
大型のSUVに乗り、銃器も所持。外見は全員、緑色のマスクを付けたルチャドールである。
スペシャリストは多量のグレネードをばらまくレスラー。
Deckers/デッカーズ（チームカラー青)
ハイテク機器を扱うハッカーを中心とした、10代ばかりで固められたギャング。ボスは天才ハッカー、マット・ミラー。セキュリティーハックやマネーロンダリングを担当している。
メンバーは、黒/水色のSolarとKayakに乗っている。外見はボス曰く「ネオサイバーパンク」と呼ばれるような、ゲーム調のデザイン。
スペシャリストは高速ダッシュ能力を持つ露出度の高い女性メンバーで、電磁衝撃波を放つハンマーを装備している。

### 治安維持組織
スティールポート市警
スティールポートの警察組織。警官は徒歩やスポーツ・タイプのパトロールカーで巡回している。今作では彼らの耐久度が向上している。悪評度を上げるとSWATやスナイパーを乗せたヘリコプターが出動する。前作では頻度は低いが主人公を殴り倒して逮捕することがあったが、今作では射殺のみとなっている。
州兵(スティールポート・ナショナルガード,略称：SNG)
今作より初登場した州軍。悪評度4以上（STAGが登場前と撤退後）、および州軍施設に侵入すると出動する。装甲車、戦車、攻撃ヘリコプターを配備し兵士の耐久力が高いのが特徴。
STAG（Special Tactics Anti-Gang Unit)
スティールポートのギャングを壊滅させるためにモニカ・ヒューズ上院議員が主導、アメリカ政府によって編成された対ギャング特殊部隊。スティールポートの治安維持が任務である。巨大空母、VTOL機、その他最新式の戦車や装甲車のほか、熱レーザー技術によるショットガンやアサルトライフルで武装している。ストーリーが進むと登場し、戒厳令を敷き、街を掌握する。ストーリー最終盤では空中空母「ダイダロス」にて街を殲滅せんとするも、後に撤退する。司令官はサイラス・テンプル。
STAGという単語の意味は「牡鹿」「男だけの」といった意味だが女性の兵士もいる。

## 登場人物

### サードストリートセインツ
ボス(The Boss)
声（男性） - トロイ・ベイカー、ケン・マイケル、ロビン・アトキン・ダウンズ
声（女性） - ローラ・ベイリー、タラ・プラット、レベッカ・サナブリア
声（ゾンビ） - スティーヴン・ブルーム
シリーズの主人公で、スティルウォーターを制したセインツのリーダー。各プレイヤーがカスタマイズするため、性別、人種はその都度変化する。冒頭のミッションではジョニーの着ぐるみを纏っており、クリア後にカスタマイズを行う。
プレイヤーが選択する声によって口調が変わり、細かい性格や会話内容が若干変化する（前作同様、ムービー内の字幕はデフォルト準拠のもので固定）。どの声でも歌はあまり上手くない。
名前は特に設定されていない。名前を公開されることはタブーらしく、ズィーモスに本名聞かれた際は各声それぞれに出鱈目な偽名を名乗る。
前作での冷酷で残忍な一面は陰を潜めたが、作風がコメディチックになった為か生身で平然とジェット機を飛び移るなど行動力が大きく上昇し、更に大胆な性格になった。ピアース曰く「いつもキレてる」。その一方、前作に比べると仲間に振り回されるなどの損な役回りも増えており、コミカルな姿を見せる事も少なくない。仲間を大切にする義理堅さは前作までと同様で、ファンにサインや写真撮影を求められれば快く応じると言った度量の広さも持ち合わせている。
バート・レイノルズの大ファンである。
デフォルトの容姿は茶髪の白人男性で、また前作から変わっている。フルパッケージ版以降のジャケットやイメージアートにはジョニーに似た姿で描かれているが、パーツの関係で実際にこのデザインにする事はできない。
ジョニー・ギャット(Johnny Gat)
声 - ダニエル・デイ・キム
古くからのボスの相棒。
『Saints Row』『Saints Row 2』から登場。知名度が上がりブランド化するセインツの事業展開は、本来のギャング活動とかけ離れているとして、快く思っていないようである。
ストーリー序盤に消息を絶ち、フィリップとヴィオラによって死亡が公表されている。実は生存していた事が次回作『Saints Row IV』で判明するが、本作中は一貫して死亡したと扱われており、本編クリア後にゾンビとして呼び出せる。
中盤で自身の肖像権をアルター社に売却していたことが判明。終盤、火星をテーマにした映画撮影のミッションでは本人ではなく俳優が演じるギャットが登場する。
劇中での台詞「ジョニーはみんなのヒーローだ」の通り、スティールポートにはジョニーのバブルヘッド人形のほか、ジョニーの顔を模したマスクを被ったマスコット、ジョニーの顔をモチーフにした「ギャットモービル」が存在している。
ショーンディ(Shaundi)
声 - ダニエル・ニコレット
前作から続いて登場するセインツの女幹部。前作での陽気なヒッピースタイルから大規模なイメージチェンジを果たし、外見、性格、声までも別人のようにシビアに変化した。自身のデート番組を持つようになり、セインツ同様知名度が上がったようである。交際した複数の「元カレ」ネットワークから得た情報で、今作でもボスを助けてくれる。
物語中盤以降、街のあちこちで「Shaundi is a whore(ショーンディは阿婆擦れだ)」と書かれた札を持ちセインツを街から追い出そうと抗議活動をしている人々が見られる。
ジョニーに対して仲間以上の感情を抱いており、ジョニーの死の直後にパーティーを開いているピアースに激昂したり、ジョニーの葬式をキルベインらに滅茶苦茶にされた際には怒りを露にしている。
終盤、ヴィオラやバートと共にSTAGに拉致され、助けに向かうか否かで生死が分かれる。しかし当初、本作のDLCとして開発されていた『IV』のDLC『エンター・ザ・ドミナトリックス』はショーンディ達が死亡した展開から続くストーリーだが、何故か彼女だけは生還した設定となっている。『IV』の本編はショーンディ達が救出された展開から続くストーリーである。
ちなみに男性でプレイしていると付き合っていると思わせるセリフが飛ぶ。女性にしていると女子高生のようなガールズトークをしてくれる。
ピアース・ワシントン(Pierce Washington)
声 - アレフ・S・キンチェン
ボスの仲間で、黒人系の青年。前作では作戦立案や情報収集で活躍しても、おいしいところを尽くジョニーやショーンディに持っていかれ、挙句の果てに雑用扱いされていたが、今作では出世した模様で随所で活躍する（但し、オープニングテロップでは「どうでもいい」と酷い扱いを受けている）。
ストーリー初めやDLCミッションで彼の歌声を聴くことができるが、ひどく音痴なのは変わらず。
オープニングで流れる「SAINTS FLOW(聖人流)」なるセインツが販売する栄養ドリンクの日本向けCMに出演している。ラジオニュースでは「日本のCMスター」と紹介されている。
最終ストーリーの選択肢の際に「ショーンディは死んでほしくない」と発言することから、仲間意識は強い模様。
2で馴染みとなっていた台詞「ひねくれてんぜ」は今作では言わない。
オレグ・キルロフ(Oleg Kirrlov)
声 - マーク・アレン・キンロフ
ストーリー途中からボスの仲間になるロシア人。2メートルを軽く超える巨躯で、その姿の通り怪力の持ち主であるが、同時に頭も切れる。以前はKGBのエージェントとして活躍していたため、情報網が幅広い。
ピアースとよくチェスをしているがボスにテーブルを蹴っ飛ばされ中断させられる、わざとボードの上に荷物を落とされる等、決着がつく描写はない。
シンジケートは彼のクローンを作製し最強の軍隊を造ろうとしたが、そのクローンたちは片言で喋る程度の知能しか無く計画は失敗した。が、クローンたち「ブルート」はオレグと同じ怪力で、悪評度が上がるとシンジケートが運んでくる。
最終ミッションにおいてキンジーに気があるような発言を繰り出し、ピアースから驚愕されている。
『Agents of Mayhem』では「イエティ」のコードネームを持つエージェントとして登場し、プレイアブルキャラとして使用可能になっている。
キンジー・ケンジントン(Kinzie Kensington)
声 - ナタリー・ランダー
かつてはシンジケートの悪事を暴こうとしていたFBI捜査官だったが、デッカーズの罠にかかり証拠捏造でクビになってしまった。
盗聴の恐れがあるからといってボスに携帯電話を捨てろと指示するなど、電子機器にはうるさい。
オレグに匹敵する頭脳を持ちハッキングなどの情報技術も相当なものだが、得意分野で度々敗北を喫しているマット・ミラーに深い敵愾心を抱いている。
デッカーズ壊滅の指揮を執っている。デッカーズのネットワークにアクセスするために北米1の性能を誇るアルター社製スーパーコンピュータをボスに盗ませたり、デッカーズの本拠地である原子力発電所に忍び込ませたりさせる。
エンジェル (Angel De La Muerte)
声 - ハルク・ホーガン
キルベインとタッグを組みリング上では敵無しだったが、名声が上がるにつれキルベインの嫉妬を買いマスクを剥がされてしまう。
ルチャドールズ攻略に際し、キルベインに潰されない為と称して、ボスを自動車に体当たりさせたり、トラ同乗でドライブさせたりする「鍛錬」を課す。
古ぼけたカジノに住んでいるが、それは「キルベインが自身に何をしたか、また絶対に自らの手で復讐をすることを忘れないため」とのことである。
ストーリー後半でマスクを取り戻すまでマスクを付けずに行動しているが、その理由は「自分の実力に自信が持てなかった」からであり、それが変わったのはセインツのおかげだとボスに話す。
フルネーム「Angel De La Muerte」はスペイン語のリングネームと思われる。英訳で「Angel of Death」、日本語訳は「死の天使」。
声優をアメリカプロレス界の顔的存在であるハルク・ホーガンが演じていることから、彼のアピールをエンジェルが披露するシーンがある。
ズィーモス(Zimos)
声 - アレックス・デザート
スティールポート最古参のポン引き。セインツがスティールポートに来る前は、シンジケートとの仲は良かったようでフィリップやデウィンター姉妹とは友人であった。自宅にはデウィンター姉妹から譲り受けたという絵が飾ってある。しかし、デウィンター姉妹のどちらかと「寝た」が、姉妹がそっくりだったためどちらかがわからず、そのせいで関係が破綻しシンジケートによって人身売買されそうになっていた。
セインツとは協力関係にあるものの、シンジゲートを倒すという利害の一致があったために協力しているにすぎない。
気管切開をしたことがあり声が出ない。そのため、シンセサイザーのような人工喉頭を使って会話をする。
ズィーモスとは偽名であり、ボスが本名を聞いた際には逆に本名を聞き返しはぐらかしている。
ジョッシュ・バーク(Joshua Birk)
声 - アンドリュー・ボーウェン
著名な俳優。「ナイトブレイド」というドラマで、同名の主人公である『バンパイアに狩られてバンパイアになってしまったバンパイアハンター』を演じている。
セインツに入ったのは、次に出演するドラマがセインツを基にしたストーリーらしく、ギャングの振る舞い等を学ぶためらしい。
ショーンディに思いを寄せているが当の本人には疎まれている。
冒頭の銀行強盗以後、行方をくらましていたが、後にSTAGのイメージキャラクターも務めている事が判明。しかしボス達に拉致され、再びセインツに身を置く事となる。拉致された後は命知らずにもショーンディを口説いては銃を向けられているが、当人はまるで堪えていない。
条件を満たすと彼とナイトブレイドを携帯電話で呼び出せるようになる。彼とナイトブレイドは同一人物だが、なぜかそれぞれを同時に呼び出すことができる。

### モーニングスター
フィリップ・ローレン
声 - ジャック・ヘネケ
初老の武器商人。スティールポートを牛耳る3つのギャングを統べる犯罪組織「シンジケート」の親玉にして、直属のギャング「モーニングスター」のボスでもある。ベルギー人だが、ボスやジョニーにフランス人と何度も間違われている。冒頭でボス達が強盗を行った銀行はシンジケートの息の掛かった銀行であり、強盗に失敗したボス達を警察から連れ出して自身のジェット機に拉致する。そこで極めて一方的な取引（という脅迫）を突き付けるもジョニーに反撃されて負傷し、その隙にボス達には逃げられる。以来、眼帯を付けるようになる。
ボス達にビルを襲撃されても余裕の態度を崩さず、悠々と逃走を図ったものの、ボスとオレグが落としたチューンドマスダンパに潰されて呆気なく死亡する。これがシンジゲートの内紛のきっかけとなり、戦いは混迷化していく。
『IV』ではシミュレーション上で再現され、「ゲンキ博士の超絶有頂天倫理委員会」の会場にて再びジョニーと対決する事になる。倒すとセインツの仲間として相棒にできる。
ヴィオラ&キキ・デウィンター姉妹
声 - サーシャ・グレイ（ヴィオラ）、ミーガン・ホリングスヘッド（キキ）
ローレンの秘書を務める双子の姉妹。大学で博士号を取得しており、投資などに詳しい。二人とも同じ服装で頭にサングラスを掛けているが、ヴィオラのサングラスは白でキキは紫。キキの死後は形見としたのかヴィオラが紫のサングラスを掛けるようになる。
ローレンの死後、キルベインの怒りを買った結果キキが殺されてしまう。その後ヴィオラはシンジケートと袂を分かち、セインツのメンバーに加わる。ただしその後もシンジケート時代のコネは健在らしく、とあるミッションではシンジケート所有の輸送機にボスを乗せている。
初めての対面時、ボスに「お前のせいでジョニーが死んだんだ」と言われるなど初めのうちは快く思われていなかったようだが、後に冗談を言い合ったり、最終ミッションで彼女が死んでしまうルートを選ぶと、ボスが爆弾を仕掛ける際に「ヴィオラのために」と発言しているので仲間意識は十分持たれていたようである。
日本語版では「ヴィオラ」と紹介されているが、母国語の発音の関係上、劇中ではオレグを除いた皆から「ヴァイオラ」と呼ばれている。
『Saints Row: Gat out of Hell』では再び姉妹揃って登場。『IV』で地球破壊に巻き込まれたヴィオラは地獄でキキと合流。姉妹で新たな事業を立ち上げるものの、強引なやり方がまかり通る地獄では彼女達のビジネスは上手く行かず、逃げ回っていた所をジョニー達に助けられ、アルター社地獄支社の傘下に入る事になる。エピローグによると、キキはデイン・ヴォーゲルと結婚したらしい。

### ルチャドールズ
キルベイン(Killbane)
声 - リック・D・ワッサーマン
本名エディー・プライヤー(Eddie Pryor)。「歩く黙示録」の異名を持つ元プロレスラー。ステロイドと鎮痛剤による重大な影響を受け、とても暴力的な人物。
「キルベイン」の名声に大きく依存しているためか、マスクを剥がされるのが死ぬよりはるかに怖いらしく、本名で呼ばれることさえ嫌う。
フィリップ亡き後のシンジケートで専横を振るっており、本名で呼び罵ったキキの首を片手でつかみ、首の骨を折って殺してしまう。
マーダーブロウルXXXIでボスとエンジェルに敗北した後も抗争を続け、STAGとの全面戦争に際してビジネスジェットでスティールポートを離れようとする。ここで空港に向かった場合はボスにジェット機を破壊され、それでもしぶとく生きて襲い掛かってきたが、ボスに絞殺される。
空港に向かわずショーンディとヴィオラを助けに行った場合はそのままスティールポートを離れる。その後、火星にて「キルベイン将軍」として君臨するが、ボスとの最終決戦に敗れて死亡する。…と言う筋書きの映画「スペースギャングスタ」の撮影で物語は幕を閉じる。
本作のラストボスの一人ではあるが、この通り最終決戦は映画撮影のため、キルベインも本人ではなく俳優が演じている。

### デッカーズ
マット・ミラー(Matt Miller)
声 - ユーリ・ローエンタール
イギリス人。シンジケート傘下のサイバーギャング「デッカーズ」を率いる天才ハッカーだが、面と向かっての対話に限り弱腰な面がある。フィリップに携帯電話の操作方法を教えたことがきっかけでシンジゲート入りしている。
電脳世界の神を自称する通り、ハッキング技術はずば抜けたものがあり、キンジーに辛酸をたびたびなめさせている。
キンジーの助けを借りてサイバー世界に乗り込んできたボスに対し、操作の妨害やノベルゲームなど様々なトラップを仕掛け、最後は自らドラゴンのようなアバター（モチーフは『ファイナルファンタジーシリーズ』のバハムート）に変身して襲い掛かるも敗北。命を助けてもらう代わりにRim JobsもしくはFRIENDLY FIREの割引待遇をさせた後、イギリスに亡命。この際キルベインに「死ぬのは怖い」と発言している。
亡命後はMI6のエージェントとなっており、『IV』ではセインツの仲間となって再登場する。
ナイトブレイドのファンらしく、次回作でその熱意が語られる。

### STAG
サイラス・テンプル(Cyrus Temple)
声 - ティム・トマーソン
STAGの司令官。ギャング殲滅のためには手段を選ばない冷徹な性格で、本作のラストボスの一人。
STAGの任務内容を記者会見で発表する際、『2』でのギャング・マエロの恋人だったジェシカの死を「残虐なギャング」の一例として語った。
最終ミッションでショーンディとヴィオラを助けた場合は、街を破壊したばかりか記念碑まで爆破しようとした為にモニカ・ヒューズに見限られ、撤退を言い渡される。こちらのルートではボスと直接対決することは無いが、その後は全権を剥奪されてテロリストに身を落とし、『IV』の物語へと続く。
キルベインを殺した場合は空中空母ダイダロスでスティールポートごとセインツを殲滅しようとするが、乗り込んできたボスにVTOLを撃墜され、死亡する。
キア(Kia)
声 - アナスタシア・マクファーソン
STAGの副司令官を務める南米系の女性隊員。最終ミッションでボスに、「リン」「アイーシャ」「カルロス」「ジョニー」が死んでいったようにボスの仲間は皆死ぬのだと発言する。
前作、前々作に登場したアイーシャのファンだったらしく、彼女の死が法を執行する側に入った理由だとのこと。
スティールポートは反吐が出るほど嫌いらしく、そして全てのギャングに対して例外なくテロリスト・人間のクズ同然に見ている。
最終ミッションの内容にかかわらず、死亡する。

### その他
ジェーン・ヴォルテラマ(Jane Valderamma)
声 - ローリ・ヘンドラー
前作、前々作に続いて登場するニュースレポーター。ラジオ等で街の事件をアナウンスしている。
前作の時点でセインツの現ボスと関わりがありボスを「信頼」している節が見られる。「キルベインと生中継！」などで、ボスやキルベインと会話する。
モニカ・ヒューズ(Monica Hughes)
声 - タシア・バレンシア
上院議員。夫はスティルウォーターの市長だった故リチャード・ヒューズ。故郷であるスティルウォーターに戻り、夫を記念した橋の完成式典でキルベイン率いるルチャドールに橋を壊され癇癪を起こす。
ショーンディとヴィオラを助ける最終ミッションを選ぶと、スティールポートの象徴である巨大な像を爆破しようとしたSTAGを街から撤退させ、像を守ったセインツをヒーローだと称える。
一方、キルベインを倒す最終ミッションを選ぶと街に巨大な空中空母ダイダロスを派遣するようにサイラスに要請する。
バート・レイノルズ(Burt Reynolds)
声優：本人
本人役でスティールポート市長として登場。ボスにゾンビの処理を依頼する。また条件を満たせば仲間として呼び出すことが出来る。
終盤、ショーンディやヴィオラと共にSTAGに拉致されてしまい、ボスの選択次第では死亡する。その場合は、彼の後釜としてピアースがスティールポートの新市長に就任する結末となる。
天才ゲンキ博士(Professor Genki)
バラエティ番組「天才ゲンキ博士の超絶有頂天倫理委員会」の主催者で、巨大なメガネをかけた猫の着ぐるみのような姿をしている。動物をモチーフとしたコスチュームを纏った女性達「ゲンキガール」を助手としている。劇中劇の登場人物ではなく実際にスティールポートに住んでいるらしく、たまに街に出没して市民を襲っていたりする。倒すと大量のキャッシュを落とすがブルート以上の体力を誇る上に、ランダムでスタンガンやRPGで武装している事もあるため、倒すのは容易ではない。
「天才ゲンキ博士の超絶有頂天倫理委員会」は日本のテレビ番組をモチーフとしており、「ゲンキ」の名前もその一環として決まった。発案は、日本で英語教師をしていたスタッフによるもの。
ボビー＆ザック(Bobby & Zack)
声 - ロブ・ヴァン・ダム（ボビー）、マイク・カルッチ（ザック）
「天才ゲンキ博士の超絶有頂天倫理委員会」や「マーダーブロウル」で実況・解説を行う二人。ボビーはサングラスをかけた筋骨隆々の実況担当。ザックはスーツ姿の解説担当。番組内容が内容なだけに、彼らのトークも過激であり、時折規制音も入るほど。
アンディ・ゼン(Andy Zhen)
DLC「スペースギャングスタ」に登場。本編最終ミッションで撮影が行われていた映画「スペースギャングスタ」の監督。名実ともにスターであるボスには媚を売る一方、撮影スタッフや新人であるジェニーには口汚く尊大な態度を取る。
ジェニー・ジャロス(Jenny Jaros)
DLC「スペースギャングスタ」に登場。映画「スペースギャングスタ」で宇宙人の女王・キウィラナを演じる新人女優。
ジミー・トルビットソン(Jimmy Torbitson)
声 - ユーリ・ローエンタール
セインツの熱狂的ファンの青年。本編ではボスにサインを求めるだけだが、DLC「クローンの災難」ではメインキャラとなる。
常軌を逸した技術力の持ち主であり、クローンや謎の新兵器、飲むと超人化するセインツフロウなどを一人で開発してしまうある種のマッドサイエンティスト。大ファンであったジョニーの死を受け入れられず、そのクローンを生み出してしまう。やたら大仰なナレーションを心の中で語る癖があるが、何故かそれはプレイヤーはおろか作中の人物にもだだ漏れになっている。
ジョニー・タグ(Johnny Tag)
ジミーが生み出したジョニーのクローン。ブルートのような巨体と化しており、理性もなく制御が効かない。タグ(TAG)とはギャット(GAT)を逆さ読みにしたもの。
ゾンビ・ギャット（Zombie Gat）
前々作のリン、前作のカルロスに続く本編で死亡したセインツメンバーのゾンビで、今作ではジョニーがゾンビ化したもの。エンディング後に呼び出せる。しかし続編ではジョニーの生存が判明するため、このゾンビ・ギャットの存在は謎になってしまっている。

## ラジオ局
GENX 89(モダンミュージック)
K12 97.6(エレクトロニックミュージック)
Kabron 104.2(アーバン・ラテンとレゲトン)
Klassic 102.4(クラシック)
KRHYME 95.4(ヒップホップ)
The Blood 106.66(ハードロック)
107.7 The Mix(80年代と90年代のポップ/ロック)
Adult Swim WDDTCPDG(アダルトスイムとカートゥーンネットワークのコンテンツ)

## リマスター版
- 『Saints Row : The Third – Remastered』

海外でPC、PlayStation 4、Xbox Oneにて2020年5月22日に発売された。日本語PS4版は2020年10月29日に発売。グラフィックは1から作り直して大幅に強化されている一方、キャラクターのモデルはカートゥーン調からリアル調に変更されている。2021年にはPlayStation 5版とXbox Series X/S版も発表され、日本では同年9月30日に発売された。日本語版はオリジナル版と違い死体がすぐ消える用修正され、血溜まりもなくなっている。